# مهاویرا (فیلم)
مهاویرا (به هندی: Mahaveera) فیلمی محصول سال ۱۹۸۸ و به کارگردانی نارش سایگال است. در این فیلم بازیگرانی همچون راج کومار، درمندرا، دیمپل کاپادیا، راج بابار، بینا بانرجی، اوتپال دوت، شاتورگان سینها، آنیتا راج، پریم چوپرا، راضا مراد ایفای نقش کرده‌اند.